# 隠花植物
隠花植物（いんかしょくぶつ）とは、顕花植物の対語であり、かつて下等植物とみなされた生物に対して使われていた分類用語で、現在は生物学用語として使われることはあまりない。現在の系統分類の有胚植物の中に限ってもちいれば、有効に使用することも可能である。
かつて、生物の分類を動物と植物に分けていた（二界説）頃、植物の中で花の咲かないものに対してこの語が使われた。
具体的には、以下のような生物がそこに含まれていた。
- 植物界
  - コケ植物
  - シダ植物
- 原生生物界
  - 藻類のすべて
  - 菌類と考えられていた、変形菌や卵菌など
- 菌界
  - 菌類のすべて
- 真正細菌
  - 藍藻、放線菌を含むすべてのバクテリア
- 古細菌
  - バクテリアと考えられていた、メタン菌や高度好塩菌など

## 内容
これらの生物が、系統的及び生態的に極めて多様性に富んだものであることが判明し、二界説の根拠も薄れた時点で、隠花植物という用語の存在意義はなくなったと言える。その使われ方も、その後の運命も、動物の世界における無脊椎動物という用語と似ている。
現在、生物学関連分野でこの語を見かけるのは「南方熊楠は隠花植物の研究を志し…」というような科学史分野の記述ぐらいであるが、文学的には今日でもしばしば使用されている。また、写真家の伊沢正名がこの分野全体を被写体として旺盛に撮影を行っている。